# Microcoelia exilis
Microcoelia exilis là một loài thực vật có hoa trong họ Lan. Loài này được Lindl. mô tả khoa học đầu tiên năm 1830.

## Hình ảnh

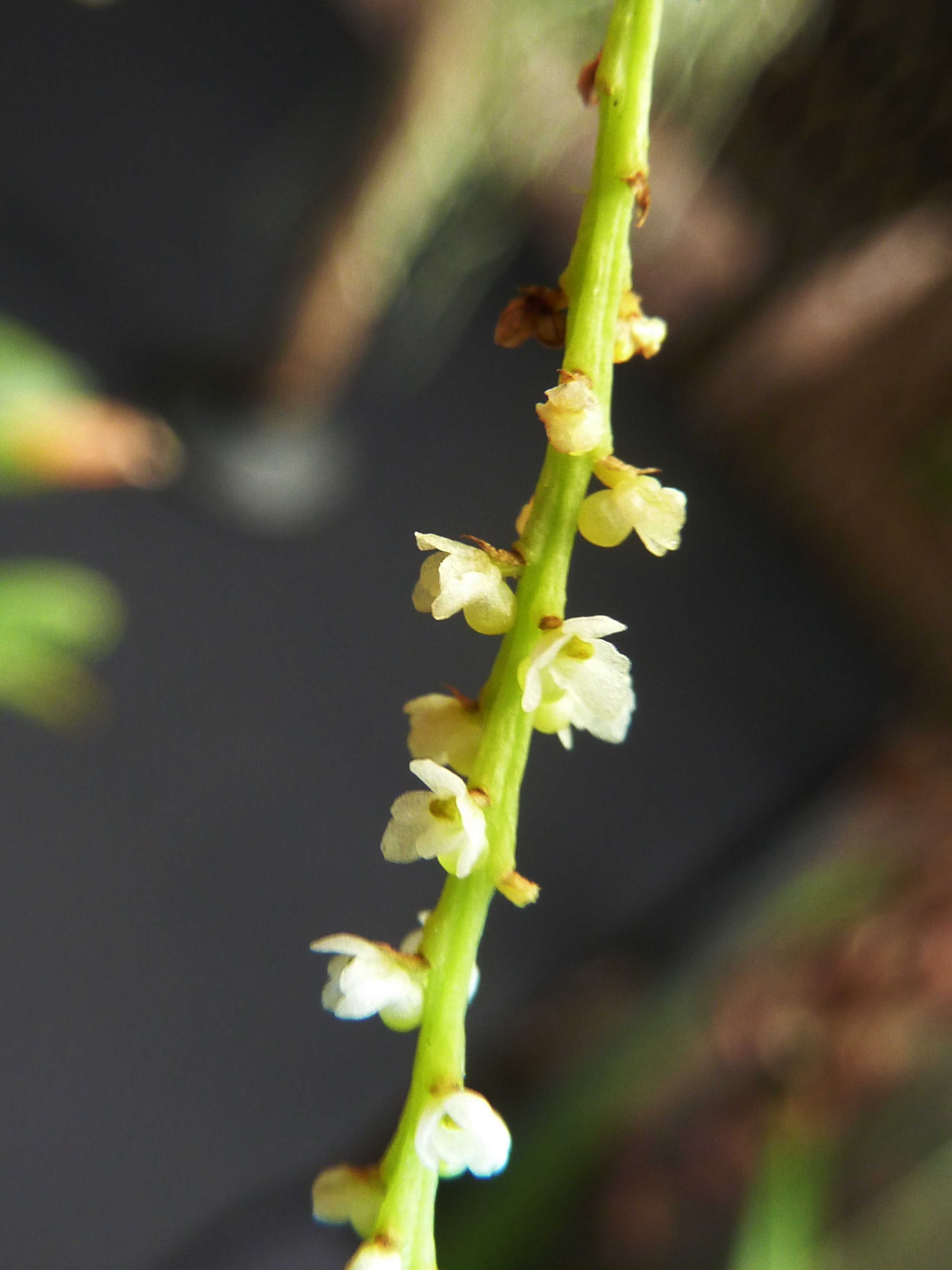
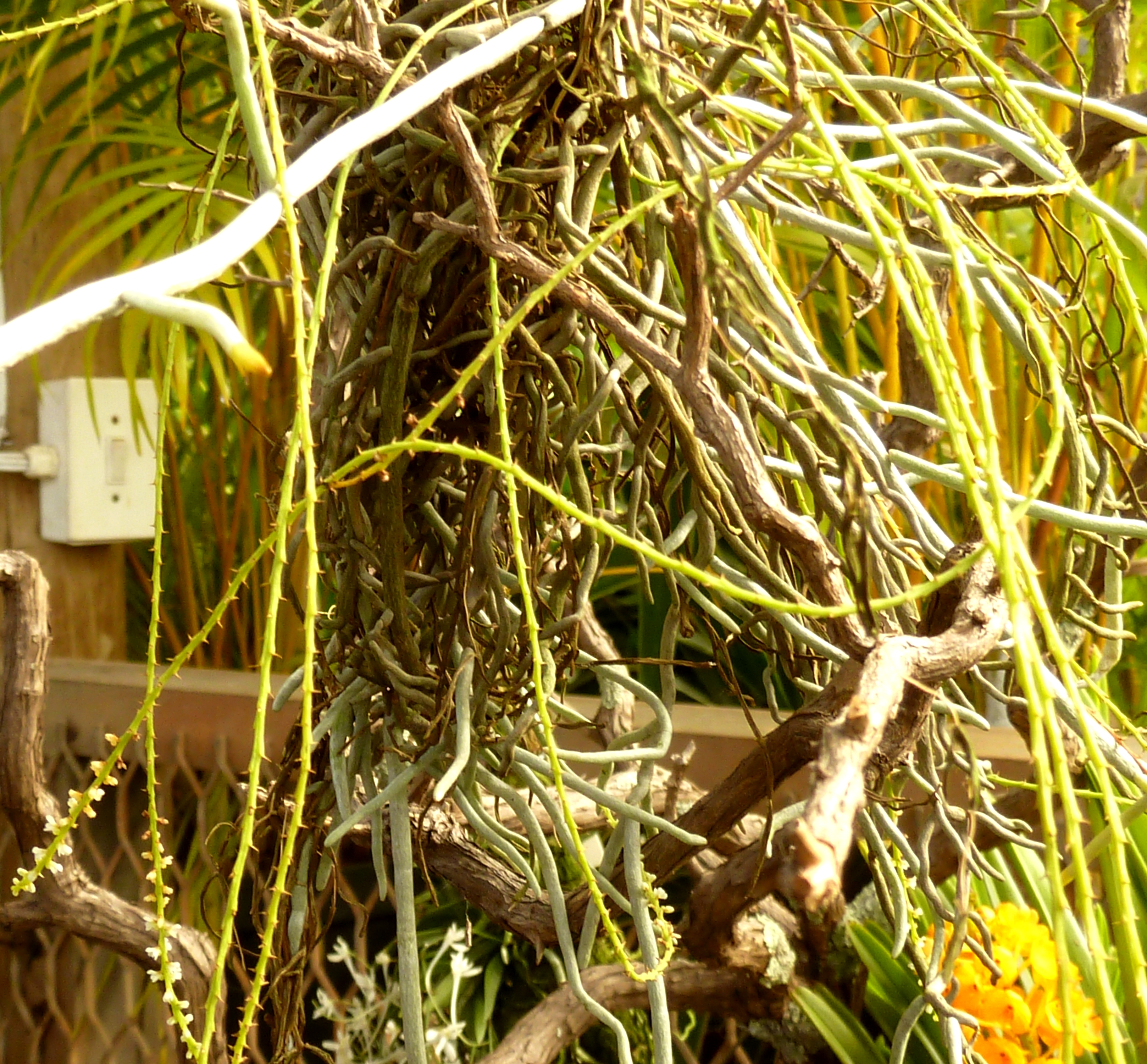